# Omar Ledesma
Omar Ledesma (* Riobamba, Ecuador, 4 de noviembre de 1977). “el chulla Riobambeño” es un exfutbolista ecuatoriano que jugó de lateral derecho en Olmedo, llegando a ser campeón con todo el equipo en el año 2000. Participó en la selección ecuatoriana juvenil y Copa Libertadores. 

## Clubes
| Club   | País    | Año       |
| ------ | ------- | --------- |
| Olmedo | Ecuador | 1993-2015 |

## Palmarés

### Campeonatos nacionales
| Título             | Club   | País    | Año  |
| ------------------ | ------ | ------- | ---- |
| Serie A de Ecuador | Olmedo | Ecuador | 2000 |
| Serie B de Ecuador | Olmedo | Ecuador | 2003 |
| Serie B de Ecuador | Olmedo | Ecuador | 2013 |